# Ugly Beauty (альбом Джолин Цай)
Ugly Beauty — четырнадцатый студийный альбом Джолин Цай (кит. 蔡依林). Был выпущен 26 декабря 2018 года компанией Sony Music Taiwan. Над альбомом работали Джолин Цай, Razor Chiang, Starr Chen, Howe Chen и Øzi наряду с Rhys Fletcher, Richard Craker, Hayley Aitken, Jeff Bova, and Alex Sypes.
В музыкальном плане это поп-пластинка, которая объединяет ряд жанров, таких как трэп, хаус, регги и готик-рок. Тематически, он стремится прорваться сквозь традиционный эстетический критерий и исследовать биполярность человеческих чувств.
Альбом получил в целом положительные отзывы от музыкальных критиков, которые назвали это ведущим производством музыки C-pop. Альбом занял первое место в чартах Китая, Камбоджи, Гонконга, Макао, Малайзии, Филиппин, Сингапура и Тайваня, достигнув первой десятки в таких странах, как Чили, Турция и Вьетнам. Альбом стал самым продаваемым альбомом года на Тайване, среди исполнителей-женщин. На следующий год он стал самым продаваемым цифровым альбомом гонконгской / тайваньской артистки всех времен в Китае, и сделал Джолин самой продаваемой певицей из Гонконга и Тайваня, по числу проданных копий альбома онлайн, за всю историю страны. В феврале 2020 года цифровые продажи альбома в Китае превысили 500 000 копий.
Альбом получил семь номинаций на 30th Golden Melody Awards, и это один из двух альбомов, которые получили наибольшее количество номинаций года. Альбом был номинирован на «Альбом года», «Лучший альбом на мандарине» и «Лучший вокальный альбом», трек «Womxnly» был номинирован на «Песню года», видеоклип на трек «Ugly Beauty» номинирован на «Лучшее музыкальное видео». Джолин была номинирована на звание «Лучшая вокалистка на мандарина», а также, вместе со Starr Chen, были номинированы на звание «Лучшего продюсера сингла» для трека «Ugly Beauty». В итоге, альбом забрал статуэтку за "Альбом года"а трек «Womxnly» выиграл «Песню года».

## Список композиций
| №                   | Название                         | Автор(ы)                                                               | Продюсеры               | Длительность |
| ------------------- | -------------------------------- | ---------------------------------------------------------------------- | ----------------------- | ------------ |
| 1.                  | «Necessary Evil» (惡之必要)      | Li Wei-ching Razor Chiang Starr Chen                                   | Razor Chiang            | 3:48         |
| 2.                  | «Womxnly» (玫瑰少年)             | Jolin Tsai Ashin Razor Chiang                                          | Razor Chiang            | 3:11         |
| 3.                  | «Ugly Beauty» (怪美的)           | Greeny Wu Rhys Fletcher Stan Dubb Richard Craker Jolin Tsai Starr Chen | Starr Chen Jolin Tsai   | 3:02         |
| 4.                  | «Karma» (你也有今天)             | Lan Xiaoxie Jolin Tsai Hayley Michelle Aitken Johan Isac Gustafsson    | Starr Chen              | 3:06         |
| 5.                  | «Lady in Red» (紅衣女孩)         | Matthew Yen Alex Ni Lotus Wang Karencici Jeff Bova                     | Starr Chen              | 3:14         |
| 6.                  | «Sweet Guilty Pleasure» (甜秘密) | Adia Jolin Tsai Olof Lindskog Hayley Michelle Aitken Johan Moraeus     | Starr Chen              | 3:27         |
| 7.                  | «Romance» (愛的羅曼死)           | Wyman Wong Victor Lau                                                  | Howe Chen               | 4:41         |
| 8.                  | «Vulnerability» (如果我沒有傷口) | Liao Ting-i Xiao Yu                                                    | Howe Chen               | 5:01         |
| 9.                  | «Hubby» (腦公)                   | Color Lee Rhys Fletcher Stan Dubb Richard Craker Alex Sypes Jolin Tsai | Starr Chen Øzi          | 2:52         |
| 10.                 | «Life Sucks» (消極掰)            | Tom Wang Sam Fishman Jazelle Rodriguez Samual Petersen                 | Razor Chiang Starr Chen | 3:02         |
| 11.                 | «Shadow Self» (你睡醒再看)       | Huang Tzu-yuan Mickey Lin Jolin Tsai Sam Ho                            | Howe Chen               | 3:41         |
| Общая длительность: | Общая длительность:              | Общая длительность:                                                    | Общая длительность:     | 39:05        |